# サラ・ミレッジ・ネルソン
サラ・ミレッジ・ネルソン （Sarah Milledge Nelson, 1931年11月29日-2020年4月27日）は、アメリカの考古学者。デンバー大学 人類学部名誉教授。
ネルソンはフロリダで育ち、1973年にミシガン大学から博士号を取得。 主な研究分野は東アジア 、特に韓国と北東中国の考古学。ジェンダー考古学  と中国・紅山文化についての広範な研究も行った。 考古学とジェンダーをテーマにした古代東アジアについての小説群でも知られている。 長い闘病生活の後、2020年没(享年88歳)。 

## 考古学的研究の対象地域
ネルソンは、20年間以上にわたり韓国に居住し、初期韓国の新羅王国の女王を研究した。 韓国語は中級レベルの会話と、基本的な読み書きができた。 
加えて、中国の東北部で10年間「女神の寺院」を研究した。 中国滞在中に中級レベルの会話、基本的なライティングを習得した。 
ヨーロッパ、韓国、中国での研究は、ジェンダー問題への関心を持つようになった。 
ヨーロッパ滞在中に、ネルソンはドイツ語、 スペイン語、フランス語を習得した。 
彼女はさらに陶器の型式変化から初期国家形成までの文化変容に関心を抱き、いくつかの大陸にまたがる広範な地域について研究をすすめ、青銅技術の知識の分布と農業の起源の問題にも取り組んだ。 韓国と中国での研究にもかかわらず、雑穀は米よりも一般的だった。 
北米においては、ネルソンはユタ州南東部とコロラド高原で研究を行ってきた。 彼女はこれらの領域に引きつけられ、定住/移動性や遺跡分布などの問題を調査した。 その直後、ネルソンは広域・地理的調査と発掘調査の両方で使用できるソフトウェアを作成した。     

## ジェンダー考古学
ネルソンは、ジェンダー考古学に焦点を当て、 フェミニストの考古学の枠組みを作成した最初期の考古学者だ。 彼女はこのトピックに関する最初の主要な記事のコレクションをAlice Beck Kehoeと共同編集し（ Powers of Observation ）、トピックに関する最初の教科書（ Gender in Archeology ）を書き、最初の論文集（ Handbook of Gender in Archeology ）を編集し、さらにジェンダー考古学に関する編著をいくつか手掛けた。 アルタミラ出版から刊行されたシリーズは、文化を超えて古代世界のジェンダー問題を扱った数十冊のシリーズへと結実した。 彼女の自伝的作品「 シャーマン、クイーンズ、フィギュリンズ (Shamans, Queens, and Figurines)」では、彼女自身のキャリアと、フェミニスト考古学が並行して発展したことが、韓国に住んでいる間に考古学のキャリアを始めた小さな子供を持つ若い女性からの彼女の個人的な伝記として語られている。 

## 考古学を題材にしたフィクション
ネルソンは彼女の考古学的知識を用いて、東アジアの古代世界についてのフィクションをいくつか著している。 彼女自身の出版社RKLOGプレスによって最初に発行され、現在Routledgeから入手可能なのは以下のとおりだ。スピリットバードジャーニー(Spirit Bird Journey) 、ジェイドドラゴン(Jade Dragon) 、タイガークイーン(Tiger Queen) といったこれらの小説は、 古代韓国 、 新石器時代の中国 、 殷代中国を取り上げ、こうした過去と、これらの時代を研究している現代の考古学の大学院生の生活という現在を往還する物語となっている。 

## 学歴
- 学士、聖書学、ウェルズリーカレッジ、1953;
- 修士、人類学、ミシガン大学、1969
- 博士、人類学（考古学）、ミシガン大学、1973

## 職歴
- 1996-2007、デンバー大学、特任教授
- 1985-1996、デンバー大学教授
- 1979-1985、デンバー大学、准教授。
- 1974–1979年、デンバー大学助教授。
- 1974年、コロラド大学ボルダー校、客員助教授。
- 1971年、メリーランド大学極東部門、（韓国）、インストラクター。
- 1970年、デンバー大学、非常勤講師

1998-2004年には東アジア考古学協会の会長を務めた。 

## 主要著作
- Chulmun Period Villages on the Han River in Korea, Subsistence and Settlement. PhD Dissertation, University of Michigan, 1973.
- The Neolithic of Northeastern China and Korea. Antiquity 64(243):234–248, 1990.
- "Diversity of the Upper Paleolithic "Venus" Figurines and Archaeological Mythology," in Powers of Observation, Alternative Views in Archaeology. S.M. Nelson and Alice B. Kehoe, eds., pp. 11–22; 1990
- Gender Hierarchy and the Queens of Silla. In Sex and Gender Hierarchies, edited by B.D. Miller. Cambridge: Cambridge University Press, 1992.
- The Archaeology of Korea. Cambridge: Cambridge University Press, 1993. ISBN 0-521-40783-4
- (with Margaret Nelson and  Alison Wylie, editors), Equity Issues for Women in Archaeology, American Anthropological Association, Washington, DC, 1994;
- The Archaeology of Northeast China. Routledge Press, London, England, 1995;
- The Politics of Ethnicity in Prehistoric Korea. In Kohl, P.L. and C. Fawcett, eds. Nationalism, Politics, and the Practice of Archaeology.Cambridge: Cambridge University Press, 1995:218–231.
- (editor) The Archaeology of Northeast China: Beyond the Great Wall. London: Routledge, 1997. ISBN 0-415-11755-0
- Gender in Archaeology: Analyzing Power and Prestige, Walnut Creek: Altamira Press, 1997. Selected as a Choice Magazine Outstanding Academic Book
- Megalithic Monuments and the Introduction of Rice into Korea. In The Prehistory of Food: Appetites for Change, edited by C. Gosden and J. Hather, pp. 147–165. London: Routledge, 1999.
- Spirit Bird Journey, Denver: RKLOG Press, 1999
- (with K.L. Berry, R.F. Carillo, B.J. Clark, L.E. Rhodes, and D. Saitta)  Denver: An Archaeological History. Scholarly Book Services Inc., 2002. ISBN 978-0-8122-3591-3
- (editor) Ancient Queens: Archaeological Explorations, Walnut Creek: Altamira Press, 2003. ISBN 978-0-7591-0346-7
- Jade Dragon, Denver: RKLOG Press, 2004
- (editor) Handbook of Gender in Archaeology, Walnut Creek CA: AltaMira  Press, 2006
- Shamans, Queens and Figurines, The Development of Gender Archaeology  Walnut Creek CA: Left Coast Press 2016
- Ancient China's Tiger Queen, CreateSpace, 2018